# امامزادگان صدرالدین و بی‌بی خاتون
امامزادگان صدرالدین و بی بی خاتون مربوط به سدهٔ ۸ و ۹ ه‍.ق است و در شهرستان دماوند، روستای مومج واقع شده و این اثر در تاریخ ۹ اردیبهشت ۱۳۸۲ با شمارهٔ ثبت ۸۵۱۸ به‌عنوان یکی از آثار ملی ایران به ثبت رسیده است.